# This Is England
This Is England är en brittisk dramafilm från 2006, skriven och regisserad av Shane Meadows.
Filmen har självbiografiska drag och utspelar sig i Storbritannien 1983, då Margaret Thatcher var premiärminister. Filmens titel, "This Is England", är densamma som en låt på skivan Cut the Crap med punkbandet The Clash har, som släpptes under denna tid (1985). 
Filmen skildrar brytningen mellan den ursprungliga skinheadsubkulturen som kännetecknades av skamusik, kläder och tolerans för andra människor, och den främlingsfientliga vit makt-variant som fortfarande förknippas med skinheads.

## Handling
12-årige Shaun (Thomas Turgoose) bor i en småstad i England tillsammans med sin mamma, en änka efter att fadern stupat i Falklandskriget 1982. I sina urmodiga 70-talskläder och sin kortväxthet blir Shaun ett givet mobbningsoffer i skolan och går med knuten näve i fickan och hamnar ibland i slagsmål när sinnet rinner över. Han stöter på ett skinheadgäng, lett av den snälle men veke Woody (Joseph Gilgun). Gänget tar honom under sina vingar och de leker, lyssnar på musik, röker på och Shaun förälskar sig i den tre år äldre new wave-tjejen Smell (Rosamund Hanson).
När Woodys kompis Combo (Stephen Graham) släpps efter ett längre fängelsestraff förändras gemenskapen. Combo är en karismatisk, frustrerad, psykotisk National Front-aktivist som utmanövrerar Woody och delar gänget i två, där bland andra Shaun förenar sig med Combos gäng. Deras ilska mot de upplevda orättvisorna tar sitt uttryck i slagord, rasistiskt klotter, rån och trakasserier mot områdets lika fattiga "pakis", invånare av pakistansk härkomst.

## Medverkande (urval)
| Thomas Turgoose | – Shaun          |
| Stephen Graham  | – Combo          |
| Jo Hartley      | – Cynthia Fields |
| Andrew Shim     | – Milky          |
| Vicky McClure   | – Lol            |
| Joseph Gilgun   | – Woody          |
| Rosamund Hanson | – Smell          |
| Andrew Ellis    | – Gadget         |

## Om filmen
This Is England är dedicerad till Thomas Turgooses mamma, Sharon Turgoose, som dog i lungcancer den 29 december 2005, bara månader efter att inspelningen var färdig.

## Mottagande
- Aftonbladet: [3]
- Dagens Nyheter: [1]
- Expressen: [4]
- Metro: [5]
- Svenska Dagbladet: [6]

## Uppföljande miniserier
2010 kom den uppföljande TV-serien This Is England '86. Serien, som är i fyra delar, utspelar sig tre år senare och kretsar kring samma rollfigurer som långfilmen. Julen 2011 kom ytterligare en uppföljande miniserie, This Is England '88. Den består av tre delar och utspelar sig, som namnet antyder, 1988. 2015 den tredje miniserien, This Is England '90, premiär. Meadows har sagt att detta troligtvis blir den sista och avslutande delen i This Is England-projektet.